# Achias hennigi
Achias hennigi är en tvåvingeart som beskrevs av Mcalpine 1994. Achias hennigi ingår i släktet Achias och familjen bredmunsflugor. Inga underarter finns listade i Catalogue of Life.